# Gyula Peidl
Gyula Peidl, né le 4 avril 1873 à Ravazd, comitat de Győr, et mort le 22 janvier 1943 à Budapest, est un homme d'État hongrois et un leader syndical et social-démocrate.

## Biographie
Il occupe le poste de premier ministre de Hongrie du 1er août 1919 au 6 août 1919. Il tente de réparer les dégâts produits par la terreur rouge de la République des conseils. Il restaure le droit à la propriété privée, ferme les « tribunaux révolutionnaires » et dissout les « gardes rouges ». Le 3 août 1919, les troupes franco-roumaines entrent dans Budapest et le 6 août le gouvernement transitoire de gauche dirigé par Gyula Peidl est renversé par un coup armé de la droite dirigée par Miklós Horthy. S'exilant en Autriche, il rentre en Hongrie en 1921 et reprend son activité syndicale et politique. Entre 1922 et 1931, il dirige la fraction social-démocrate au Parlement hongrois. 
Peidl se retire de la vie politique juste avant les élections législatives de 1931. Il meurt à Budapest le 22 janvier 1943.